# Rhodometra
Rhodometra är ett släkte av fjärilar som beskrevs av Edward Meyrick 1892. Rhodometra ingår i familjen mätare.

## Bildgalleri

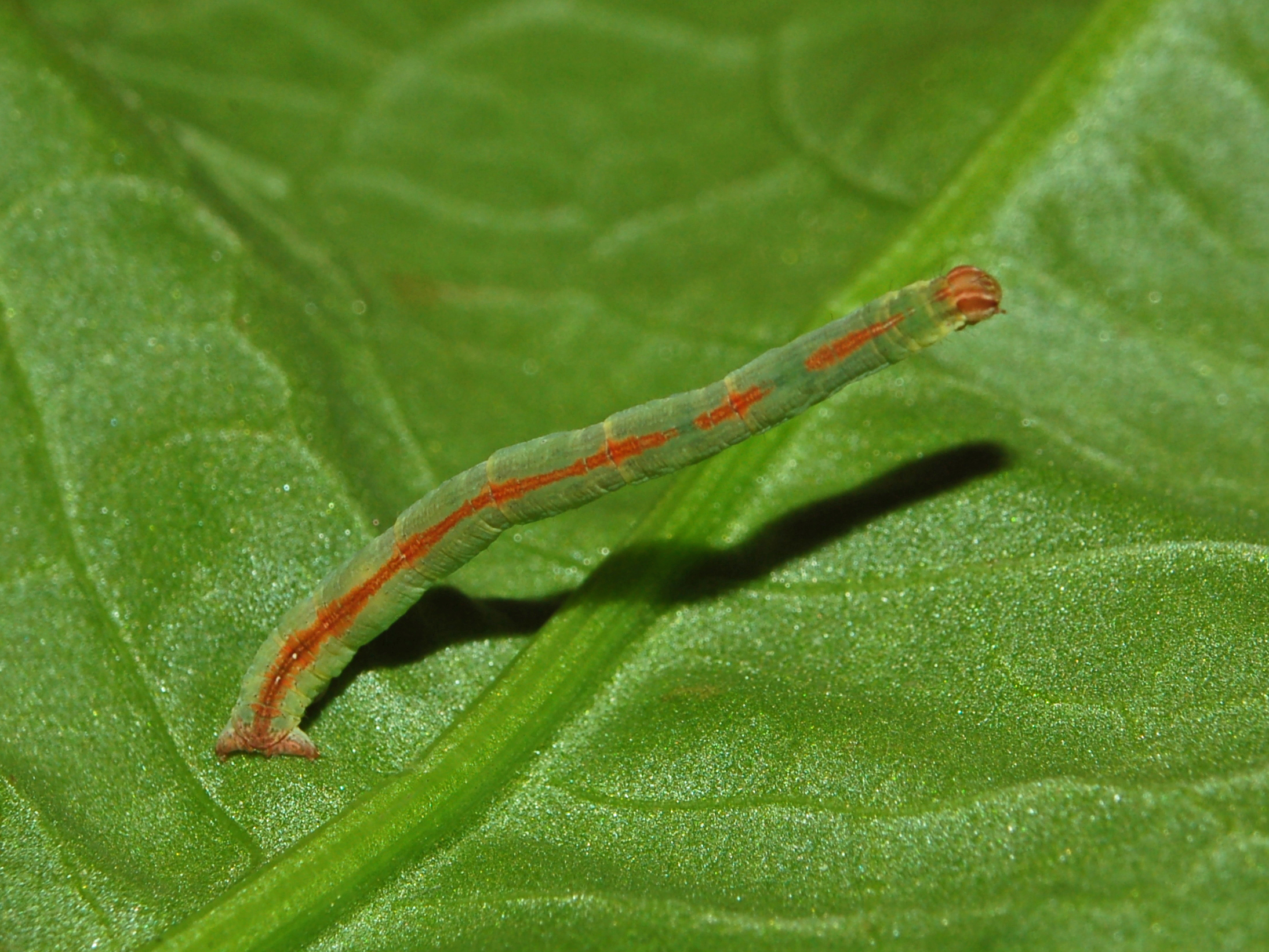
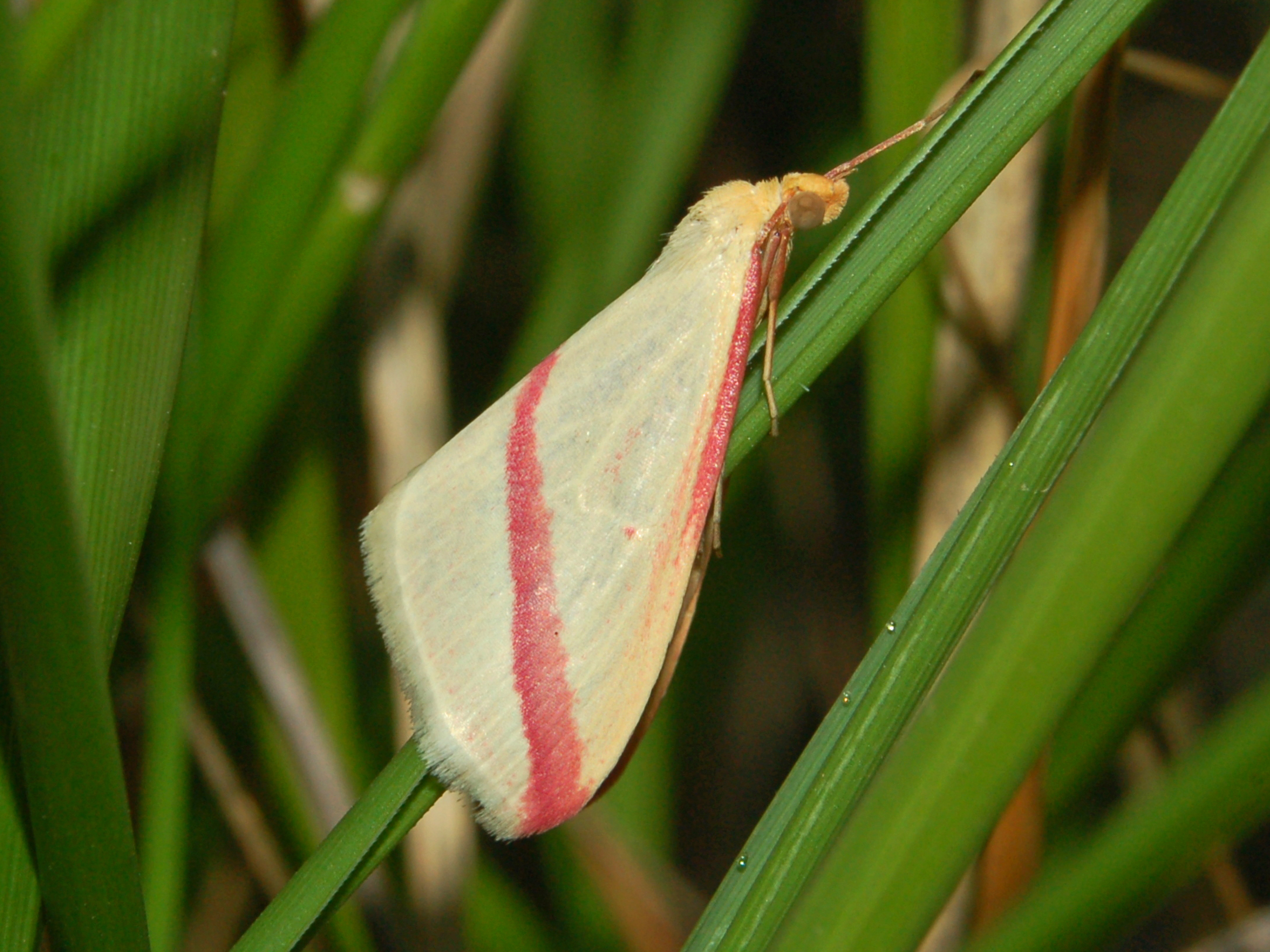
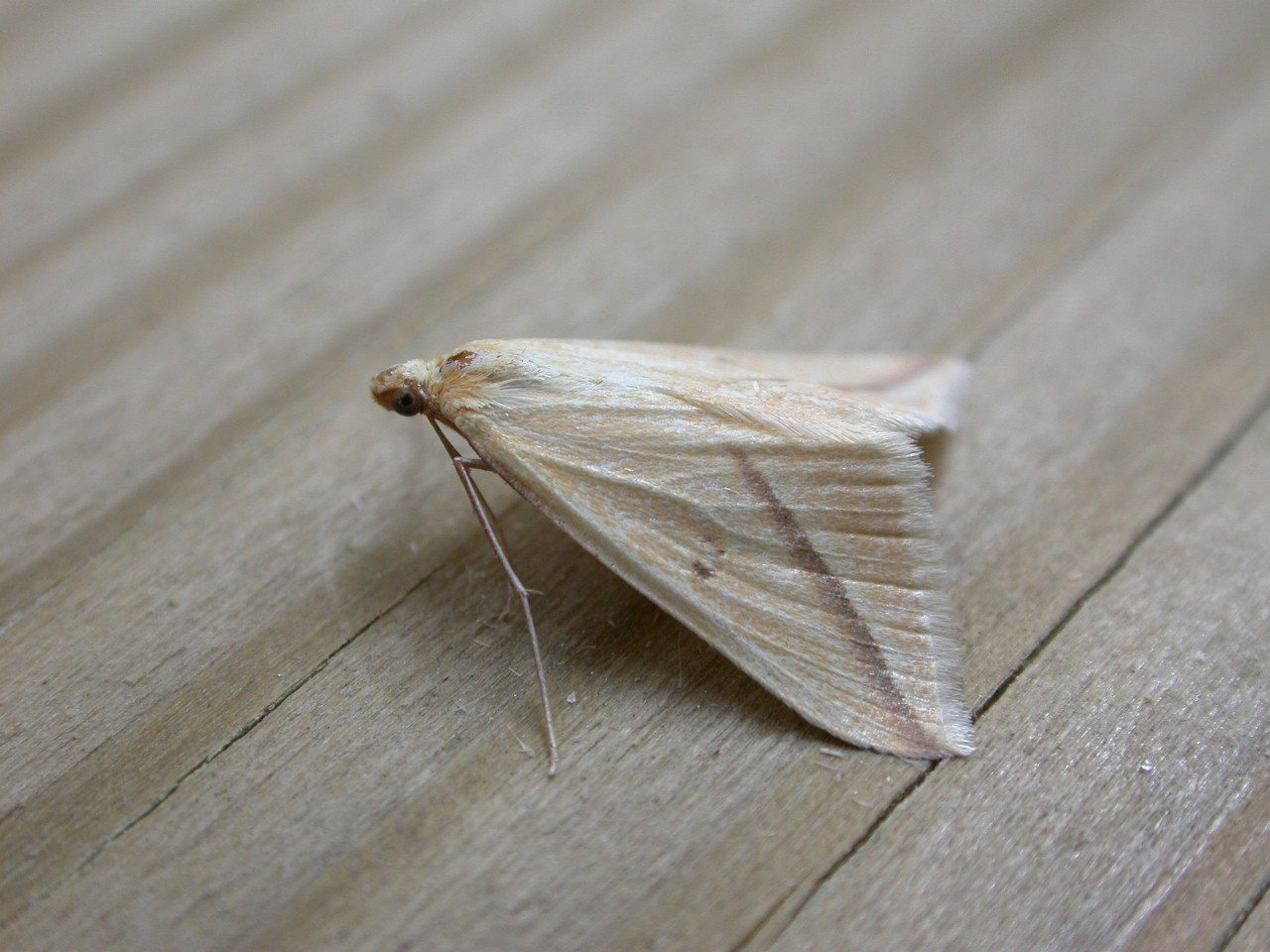
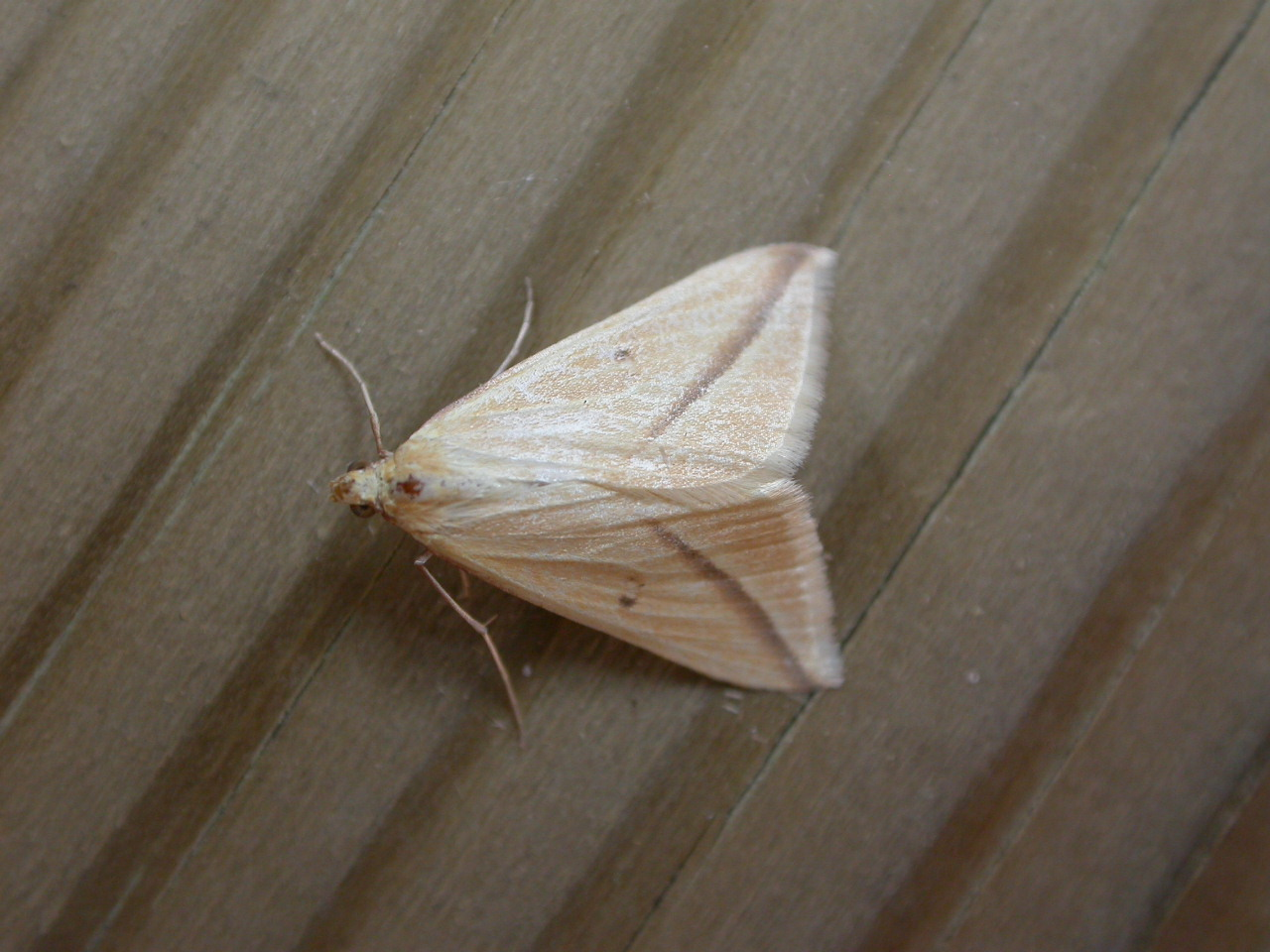

## Dottertaxa tillRhodometra, i alfabetisk ordning[1][2]
- Rhodometra albidaria
- Rhodometra albipunctaria
- Rhodometra angasmarcata
- Rhodometra anthophilaria
- Rhodometra antophilaria
- Rhodometra aucta
- Rhodometra audeoudi
- Rhodometra consecraria
- Rhodometra debiliaria
- Rhodometra desertorum
- Rhodometra elvira
- Rhodometra excaecaria
- Rhodometra fulvaria
- Rhodometra fumosa
- Rhodometra gegenaria
- Rhodometra incarnaria
- Rhodometra intermediaria
- Rhodometra intervenata
- Rhodometra kikiae
- Rhodometra labda
- Rhodometra lucidaria
- Rhodometra minervae
- Rhodometra paralellaria
- Rhodometra participata
- Rhodometra peculiata
- Rhodometra plectaria
- Rhodometra rosearia
- Rhodometra roseata
- Rhodometra roseofimbriata
- Rhodometra sacralis
- Rhodometra sacraria
- Rhodometra sanguinaria
- Rhodometra satura
- Rhodometra sevastopuloi
- Rhodometra subrosearia
- Rhodometra subsacraria
- Rhodometra virgenpamba